# Зерно (Саксония-Анхальт)
Зерно (нем. Serno) — бывшая община в Германии, в земле Саксония-Анхальт. Сейчас входит в состав города Косвиг района Анхальт-Цербст.
Подчиняется управлению Косвиг (Анхальт).  Население составляет 443 человека (на 31 декабря 2006 года). Занимает площадь 33,86 км².
До 31 декабря 2008 года Зерно имела статус общины (коммуны), подчинялось управлению Косвиг. 1 января 2009 года вошла в состав города Косвиг.